# Manne Siegbahn
Karl Manne Georg Siegbahn (Örebro, 3 dicembre 1886 – Stoccolma, 26 settembre 1978) è stato un fisico svedese.
Ottenne la laurea in fisica all'Università di Lund nel 1911, con una tesi intitolata Magnetische Feldmessungen (misurazione magnetica del terreno). Sostituì il professor Janne Rydberg quando la salute di quest'ultimo divenne precaria, subentrando a pieno titolo nel 1920; nel 1922 lasciò questa carica per una cattedra all'Università di Uppsala.
Nel 1937, Siegbahn ottenne la carica di Direttore del Dipartimento di Fisica dell'Istituto Nobel dell'Accademia Reale Svedese delle Scienze. Nel 1988 questo venne rinominato Manne Siegbahn Institute (MSI). I gruppi di ricerca dell'istituto da allora sono stati riorganizzati, ma il suo nome vive ancora nel Manne Siegbahn Laboratory sito nell'Università di Stoccolma.

## Spettroscopia a raggi X
Manne Siegbahn cominciò i suoi studi sulla spettroscopia a raggi X nel 1914. Inizialmente utilizzò lo stesso tipo di spettrometro che aveva usato Henry Moseley per trovare la relazione fra la lunghezza d'onda di alcuni elementi e la loro posizione nella tavola periodica. Poco tempo dopo sviluppò un apparecchio migliorato che gli permise di ottenere misure molto accurate delle lunghezze d'onda dei raggi X emessi da atomi di elementi diversi. Poté anche accorgersi che molte delle linee spettrali scoperte da Moseley in realtà consistevano di più componenti; attraverso lo studio di questi, Siegbahn raggiunse una comprensione quasi totale della configurazione elettronica. Stabilì una convenzione per attribuire un nome alle varie linee spettrali caratteristiche di un elemento nella spettroscopia a raggi X, la notazione Siegbahn. Le sue misure di precisione aprirono la strada a molti progressi nella teoria dei quanti e nella fisica atomica.

## Onorificenze e riconoscimenti
Siegbahn fu insignito del Premio Nobel per la Fisica nel 1924. Vinse la Medaglia Hughes nel 1934 e la Medaglia Rumford nel 1940. Nel 1944 brevettò la pompa di Siegbahn. Venne nominato Membro straniero della Royal Society nel 1954.

## Vita privata
Figlio di Georg Siegbahn e sua moglie, Emma Zetterberg, sposò Karin Högbom nel 1914, dalla quale ebbe due figli: Bo Siegbahn (nato nel 1915, diplomatico) e Kai Siegbahn (nato nel 1918, anche lui fisico e Premio Nobel nel 1981).